# Уилсон, Крейг (кёрлингист)
Крейг Уи́лсон (англ. Craig Wilson; род. 14 сентября 1973, Дамфрис) — шотландский и британский кёрлингист.
В составе мужской сборной Великобритании участник зимних Олимпийских игр 2006. В составе мужской сборной Шотландии призёр чемпионатов мира, чемпион и призёр чемпионатов Европы. Четырёхкратный чемпион Шотландии среди мужчин. В составе юниорской мужской сборной Шотландии чемпион мира среди юниоров. Двукратный чемпион Шотландии среди юниоров.
В «классическом» кёрлинге (команда из четырёх человек одного пола) в основном играет на позициях третьего и второго.

## Достижения
- Чемпионат мира по кёрлингу среди мужчин: серебро (2005), бронза (2010).
- Чемпионат Европы по кёрлингу: золото (2003), бронза (2005).
- Чемпионат Шотландии по кёрлингу среди мужчин: золото (2003, 2005, 2007, 2010).
- Чемпионат мира по кёрлингу среди юниоров: золото (1993).
- Чемпионат Шотландии по кёрлингу среди юниоров: золото (1993, 1994).

## Команды
| Сезон   | Четвёртый       | Третий          | Второй          | Первый          | Запасной                                   | Тренер                | Турниры                                           |
| ------- | --------------- | --------------- | --------------- | --------------- | ------------------------------------------ | --------------------- | ------------------------------------------------- |
| 1992—93 | Крейг Уилсон    | Нил Мёрдок      | Ricky Burnett   | Craig Strawhorn | Stuart Byers (ЧМЮ)                         | Robin Halliday        | ЧШЮ 1993 · ЧМЮ 1993                               |
| 1993—94 | Крейг Уилсон    | Нил Мёрдок      | Ricky Burnett   | Craig Strawhorn | Юан Байерс (ЧМЮ)                           | Robin Halliday        | ЧШЮ 1993 · ЧМЮ 1994 (5 место)                     |
| 2002—03 | Дэвид Мёрдок    | Крейг Уилсон    | Нил Мёрдок      | Юан Байерс      |                                            |                       | ЧШМ 2003                                          |
| 2003—04 | Дэвид Мёрдок    | Крейг Уилсон    | Нил Мёрдок      | Юан Байерс      | Рональд Брюстер (ЧЕ)                       | Том Пендрей           | ЧЕ 2003                                           |
| 2003—04 | Эван Макдональд | Уорвик Смит     | Дэвид Хэй       | Питер Лаудон    | Крейг Уилсон                               | Нил Харрисон          | ЧМ 2004 (5 место)                                 |
| 2004—05 | Дэвид Мёрдок    | Крейг Уилсон    | Нил Мёрдок      | Юан Байерс      | Рональд Брюстер (ЧЕ), Эван Макдональд (ЧМ) | Том Пендрей           | ККК 2004 · ЧЕ 2004 (4 место) · ЧШМ 2005 · ЧМ 2005 |
| 2005—06 | Дэвид Мёрдок    | Крейг Уилсон    | Эван Макдональд | Юан Байерс      | Уорвик Смит                                | Дерек Браун, Майк Хэй | ЧЕ 2005                                           |
| 2005—06 | Дэвид Мёрдок    | Эван Макдональд | Уорвик Смит     | Юан Байерс      | Крейг Уилсон                               | Дерек Браун           | ЗОИ 2006 (4 место)                                |
| 2006—07 | Уорвик Смит     | Крейг Уилсон    | Дэвид Смит      | Росс Хепбёрн    | Эван Макдональд (ЧМ)                       | Джон Данн             | ЧШМ 2007 · ЧМ 2007 (9 место)                      |
| 2007—08 | Уорвик Смит     | Крейг Уилсон    | Дэвид Смит      | Росс Хепбёрн    |                                            |                       |                                                   |
| 2008—09 | Уорвик Смит     | Крейг Уилсон    | Дэвид Смит      | Росс Хепбёрн    |                                            |                       | ЧШМ 2009 (6 место)                                |
| 2009—10 | Уорвик Смит     | Дэвид Смит      | Крейг Уилсон    | Росс Хепбёрн    | Дэвид Мёрдок (ЧМ)                          | Alan Smith (ЧМ)       | ЧШМ 2010 · ЧМ 2010                                |
| 2011—12 | Дэвид Смит      | Уорвик Смит     | Крейг Уилсон    | Росс Хепбёрн    |                                            |                       |                                                   |

(скипы выделены полужирным шрифтом)